# Напольный унитаз

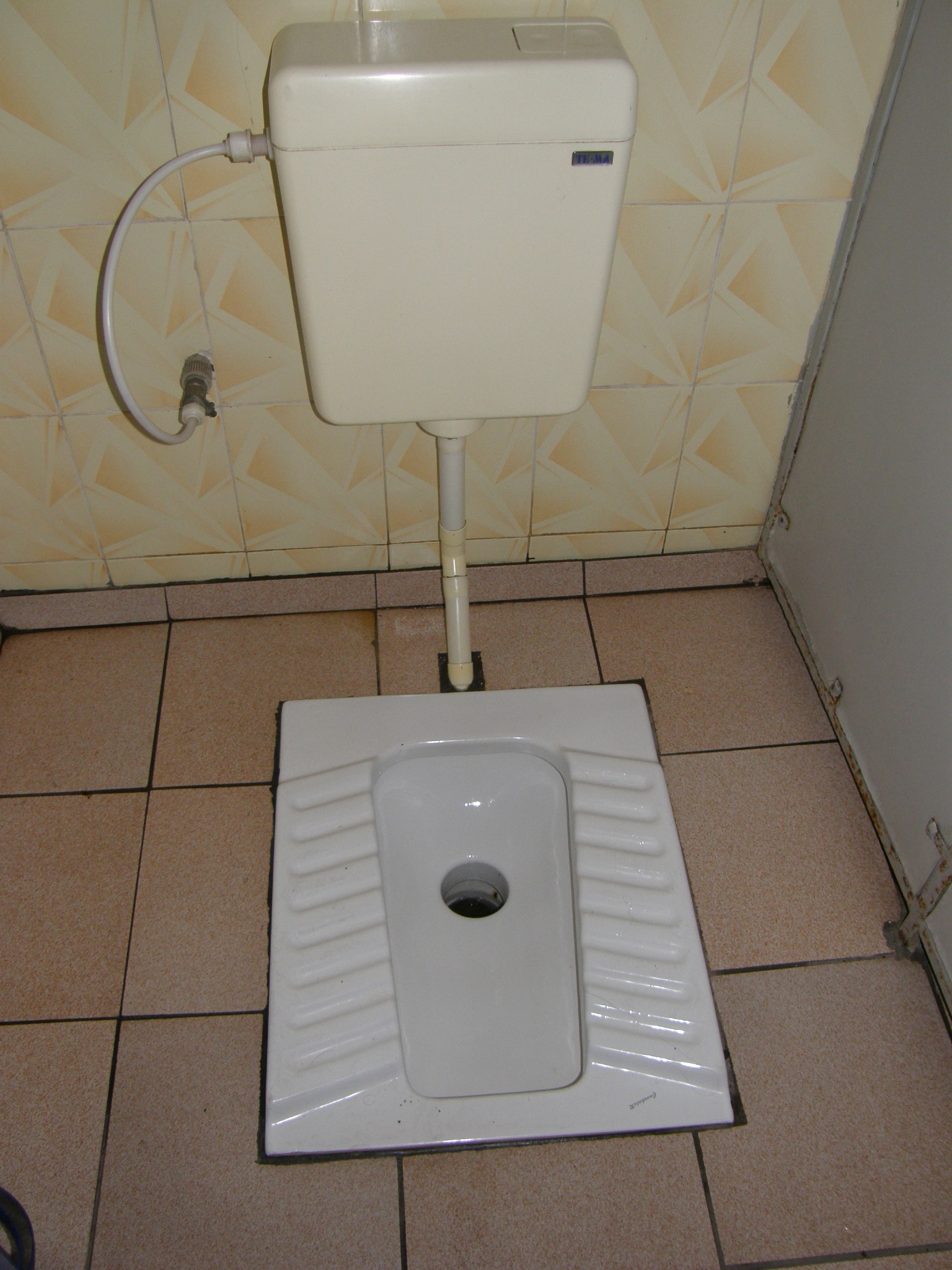
Напольный унитаз с смывным бачком

Напо́льный унита́з, ча́ша «Ге́нуя», туре́цкий унита́з, унитаз, предполагающий сидение на корточках при пользовании им. Имеются различные виды напольных унитазов, но все они представляют собой, в сущности, отверстие в полу. Применяются в общественных уборных, в железнодорожных вагонах, в солдатских казармах, тюрьмах, встречаются в школах и общежитиях. Также существуют унитазы для сидения на корточках, имеющие ту же высоту, что и обычные унитазы, иногда такие унитазы имеют как подставки для ног, так и сиденье, что позволяет, по выбору пользователя, сидеть как прямо, так и на корточках. Также, возможно сидеть на корточках и на обычных унитазах, однако это требует определённой ловкости и осторожности. 
Достоинствами являются простота и надёжность конструкции, что позволяет общественному туалету работать в условиях постоянного вандализма (обычный унитаз может быть легко разбит), а также гигиеничность — при его использовании посетителю туалета не надо касаться унитаза ничем, кроме подошв обуви.
Основным недостатком является необходимость сидеть на корточках, что требует определённой координации и балансировки.
В азиатских странах сидение на корточках в туалете является одним из этикетов личной гигиены (например исламский туалетный этикет не рекомендует справлять нужду стоя, и поэтому мусульмане сидят на корточках или на сидении во время туалета). Также этикетом личной гигиены является подмывание после стула, для чего в туалете часто устанавливается шланг наподобие душевого или ёмкость с чистой водой (в исламских странах обычно это кувшин кумга́н).

## Галерея

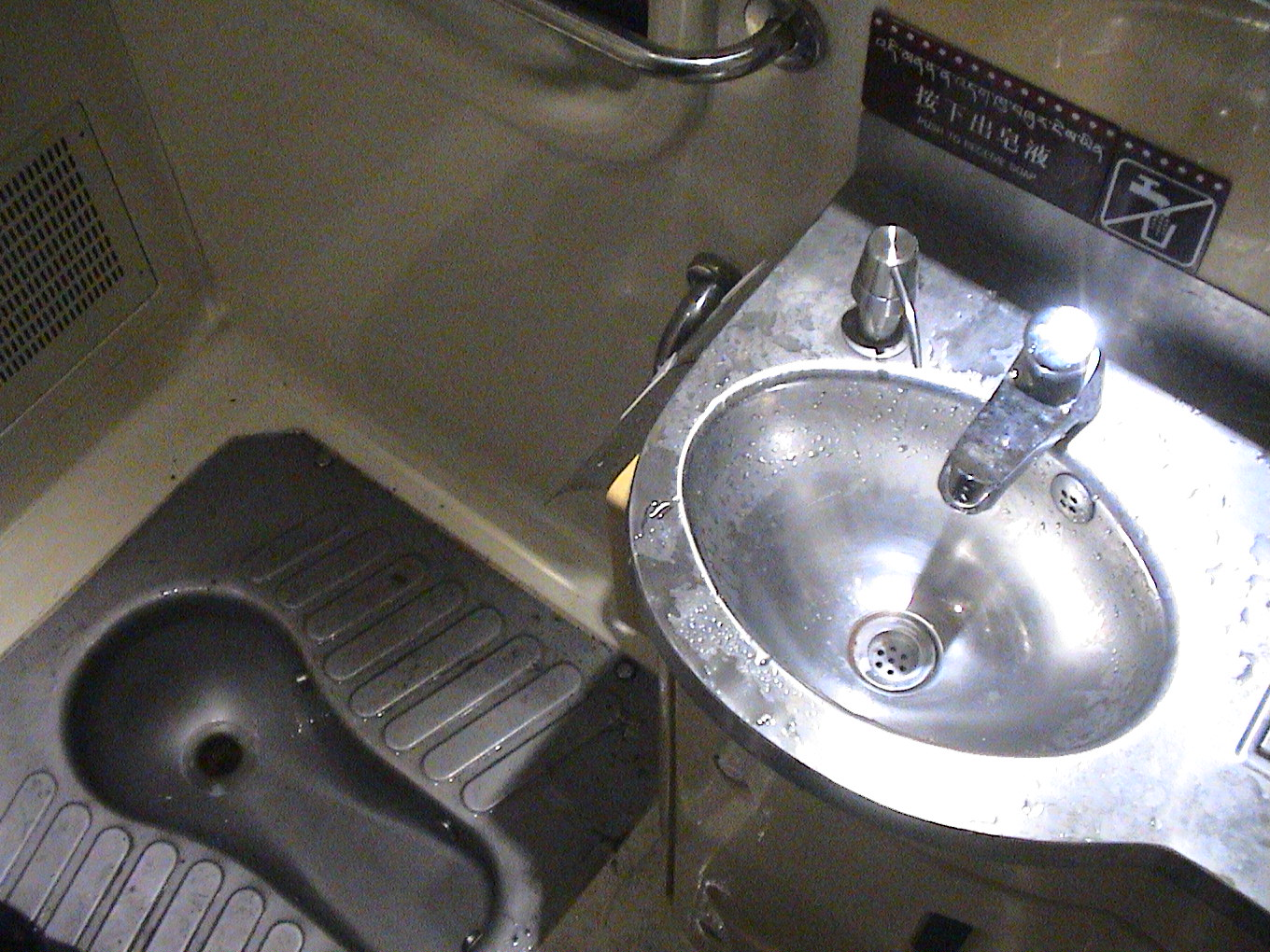
Напольный металлический унитаз туалета в пассажирском сидячем вагоне поезда Цинхай-Тибетской железной дороги (Китай)
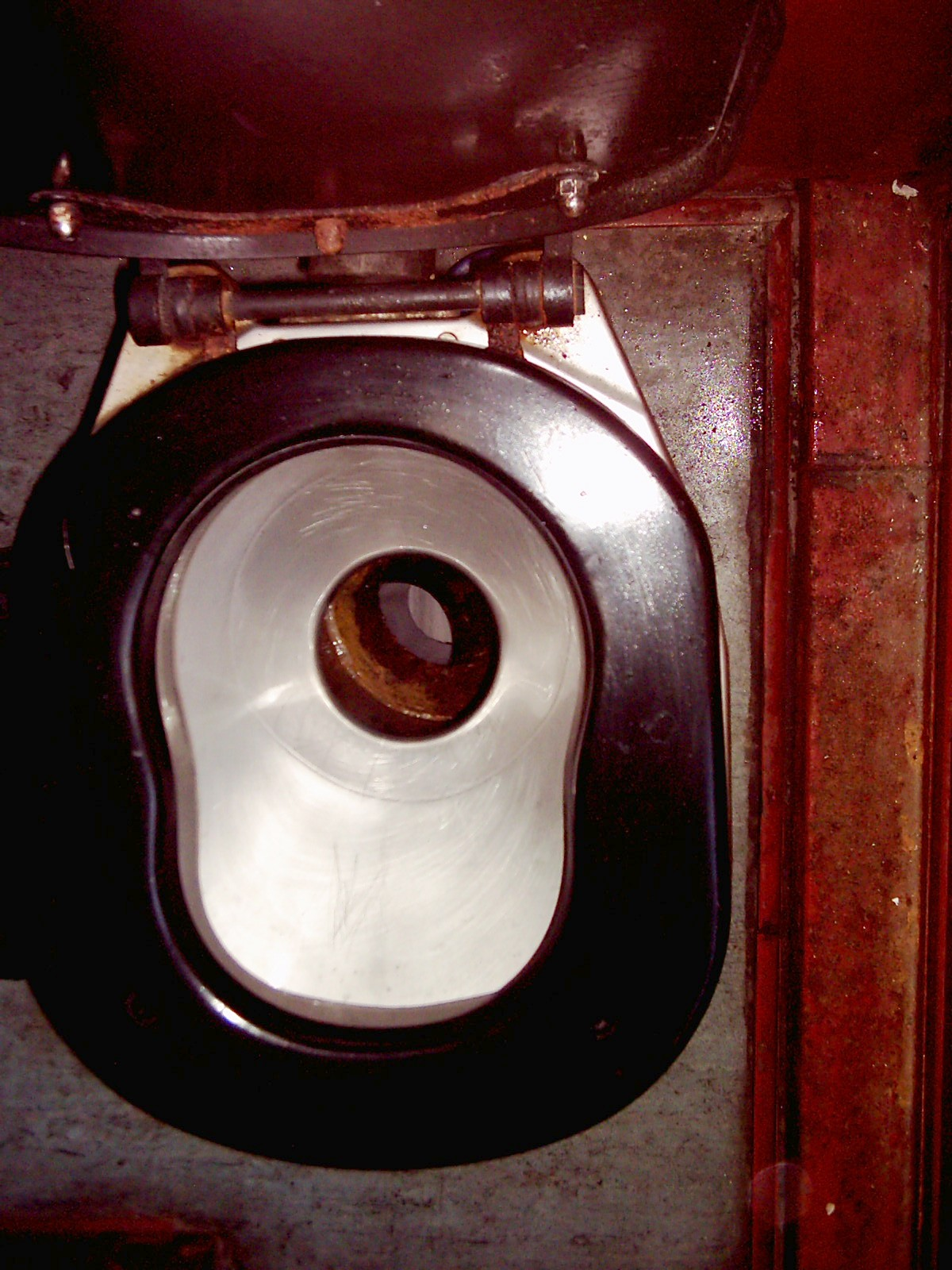
Под расширением в передней части откидного сиденья «высокого» унитаза некоторых пассажирских вагонов скрываются подножки для сидения на корточках
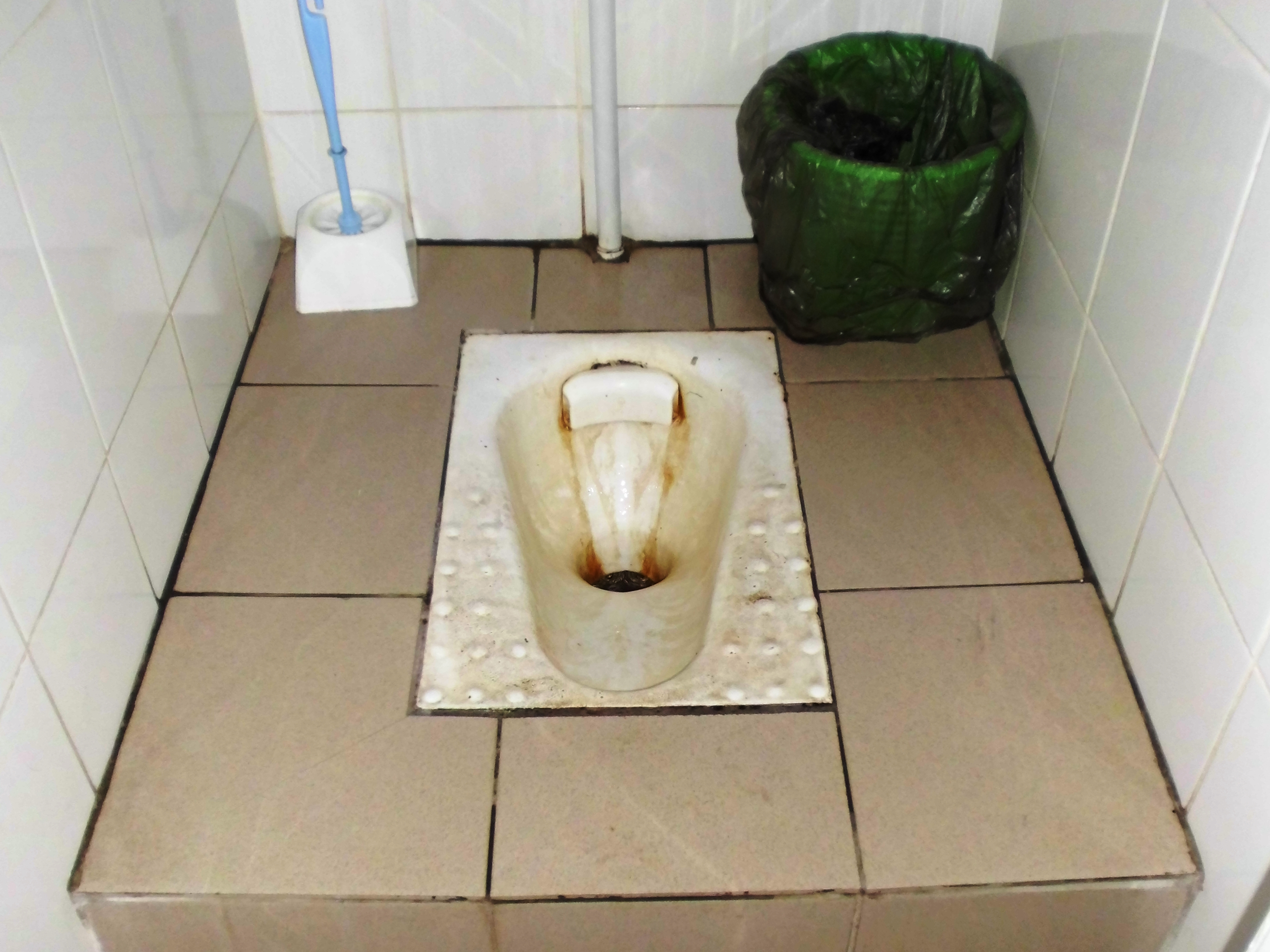
Чаша Генуя стандартного советского образца в туалете железнодорожного вокзала небольшой станции в России
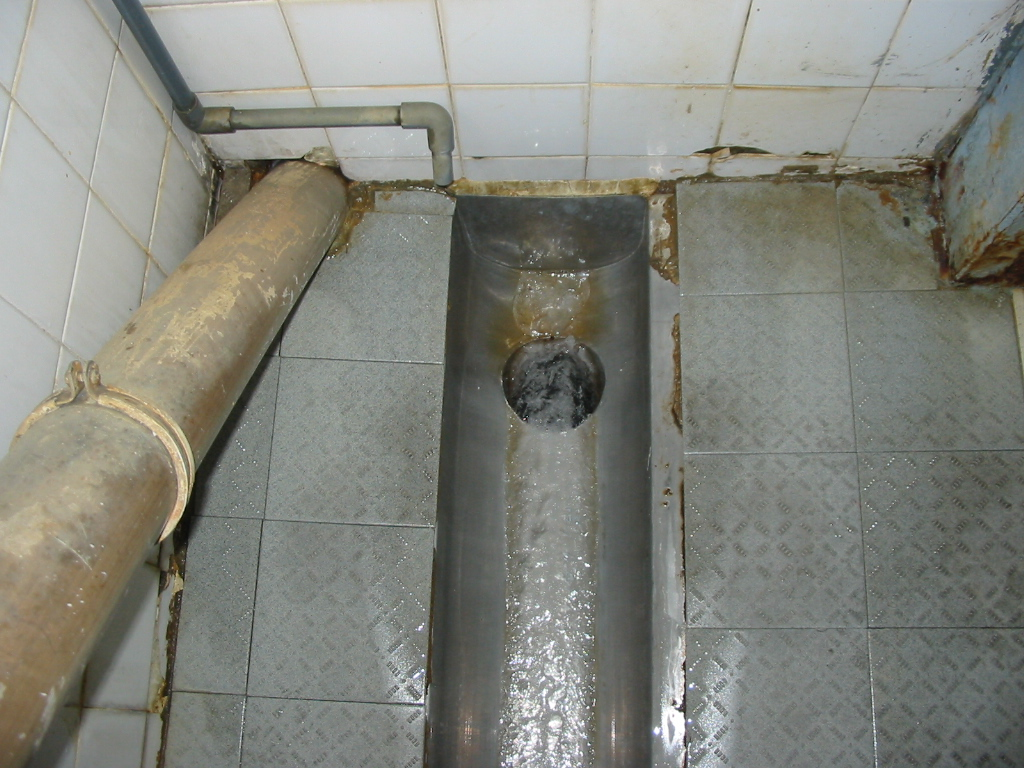
Напольный унитаз, изготовленный из половины трубы
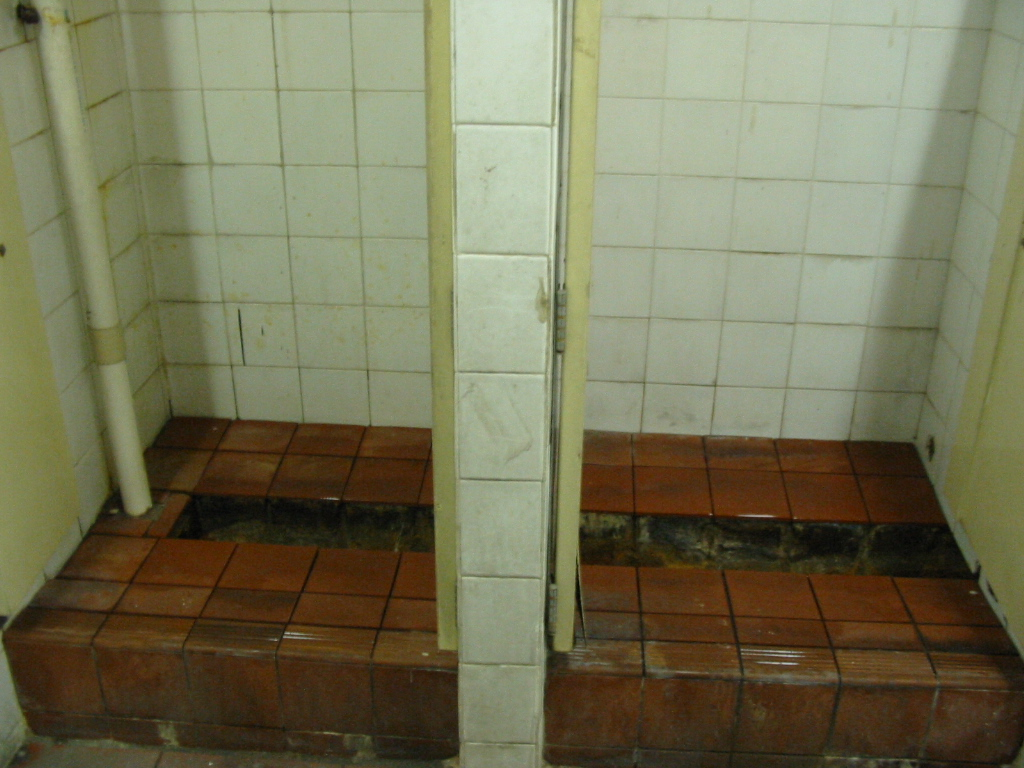
Фабричная уборная в Гонконге
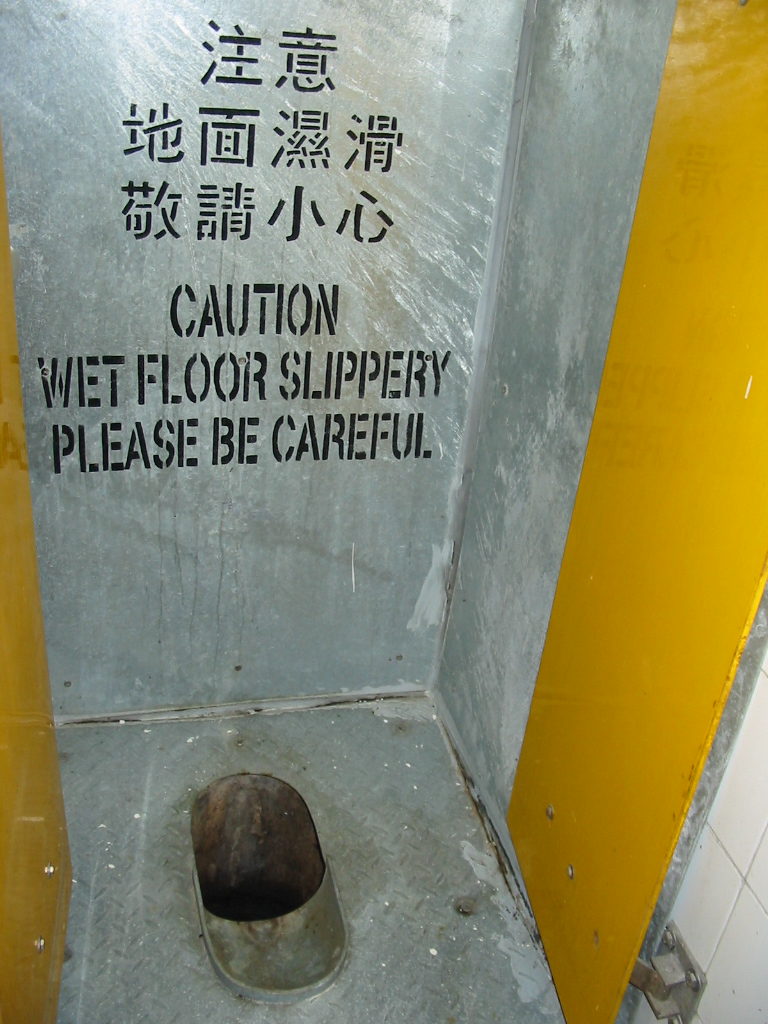
Общественный ямный туалет (без смывания) в одном из пригородов Гонконга